# Manuel Durão
Manuel Durão [mɐˈnu̯ɛl duˈɾɐ̃u̯] (* 1987 in Lissabon) ist ein portugiesischer Komponist und Dirigent.

## Leben
Durão studierte Komposition bei Reinhard Pfundt an der Musikhochschule Leipzig und Dirigieren bei Barbara Rucha sowie Komposition an der Musikhochschule in Lissabon. Meisterkurse in Dirigieren besuchte er bei Jean-Sébastien Béreau.
Er wurde u. a. beim MDR-Kompositionswettbewerb Wagner 2013 sowie mit dem MDR-Kompositionspreis 2011 und dem Förderpreis des Sächsischen Musikbundes 2013 ausgezeichnet. Überdies war er Stipendiat der Deutsche Bank Stiftung, des DAAD und der Gulbenkian-Stiftung. Seine Werke wurden u. a. an der Oper Leipzig, an der Staatsoper Hamburg sowie im Gewandhaus zu Leipzig und in der Elbphilharmonie aufgeführt.
Von 2013 bis 2019 lehrte Durão Tonsatz, Gehörbildung und Instrumentenkunde an der Musikhochschule Leipzig.
Nach Lehraufträgen an der Hochschule für Kirchenmusik Heidelberg und an der Hochschule für Musik Nürnberg ist er seit 2022 Akademischer Mitarbeiter für Gehörbildung und Musiktheorie an der Hochschule für Musik Trossingen. 
Durão befasst sich in seiner künstlerisch-wissenschaftlichen Forschungsarbeit mit den musikalischen Eigenschaften der Sprechmelodik.

## Werke (Auswahl)

### Musiktheater
- Die Stühle, Musiktheater nach Eugène Ionesco (2013)
- Barcode, musikalische Tragödie (2014)
- Minibar, musikalische Farce (2015)
- Opus Magnus, multimediales Singspiel (2016)[10]

### Orchester
- Crise (2011)
- Fenster (2012)
- Plataforma (2013)
- Yggdrasil (2012/2018)
- Galatea-Interludien (2024)
- Märchenmusik für Kammerorchester (2024)

### Kammermusik
- Juli im August, für Streichquartett (2009)
- Das Dach, für Klaviertrio (2010)
- Ondas do Mar, für Violine (oder Klarinette) und Klavier (2017)
- Kammermusik zu „Schlafes Bruder“, für Traverso, 2 Violinen, Viola da Gamba, Violoncello und Cembalo (2019)